# Gooding
Gooding is een plaats (city) in de Amerikaanse staat Idaho, en valt bestuurlijk gezien onder Gooding County.

## Demografie
Bij de volkstelling in 2000 werd het aantal inwoners vastgesteld op 3384.
In 2006 is het aantal inwoners door het United States Census Bureau geschat op 3282, een daling van 102 (-3,0%).

## Geografie
Volgens het United States Census Bureau beslaat de plaats een oppervlakte van
3,6 km², geheel bestaande uit land. Gooding ligt op ongeveer 1089 m boven zeeniveau.

## Plaatsen in de nabije omgeving
De onderstaande figuur toont nabijgelegen plaatsen in een straal van 36 km rond Gooding.